# Friedhof Heiligenrode (Stuhr)

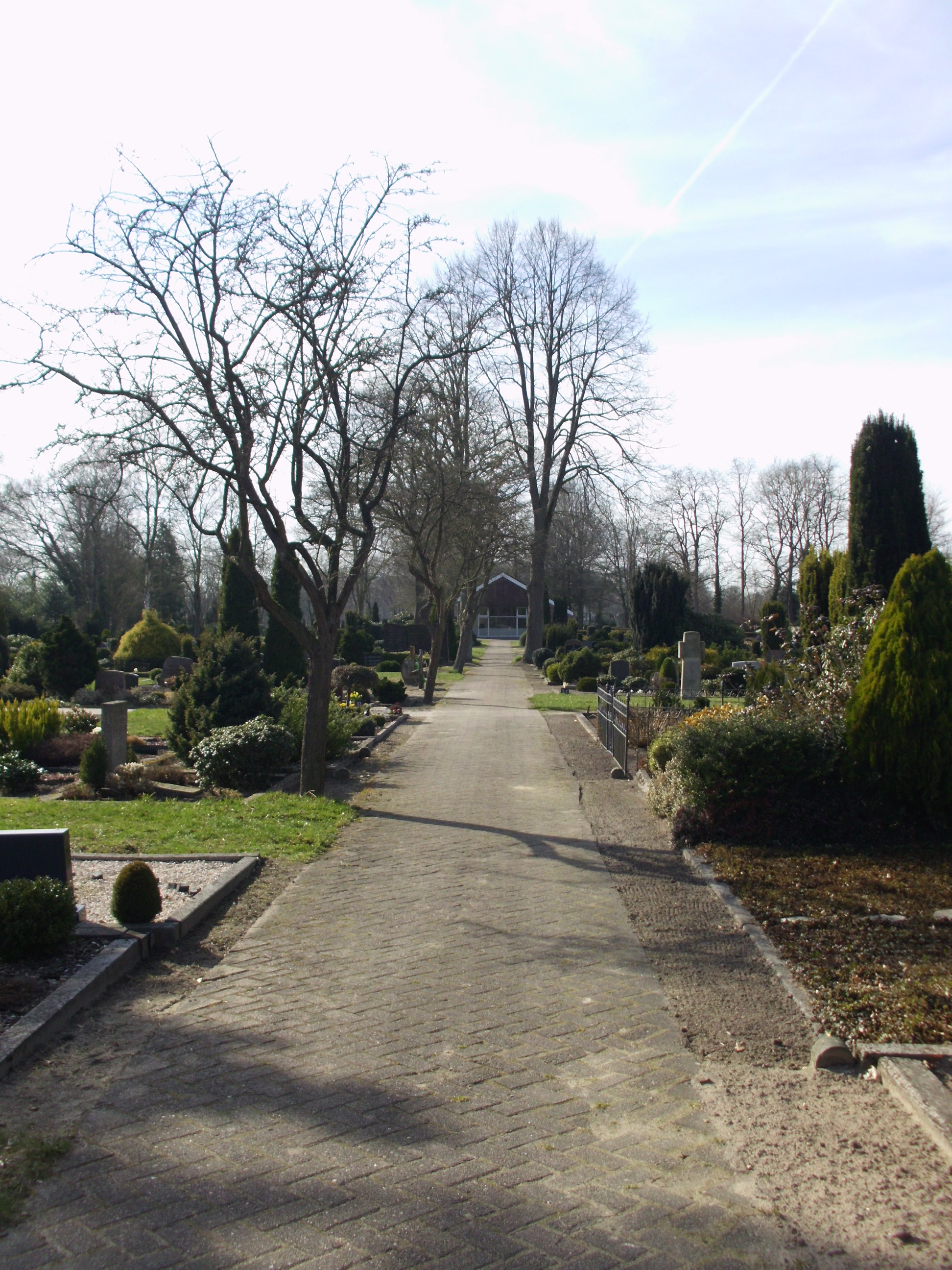
Friedhof in Heiligenrode (2018)

Der Friedhof Heiligenrode befindet sich in Heiligenrode, einem Ortsteil der Gemeinde Stuhr im niedersächsischen Landkreis Diepholz.

## Beschreibung
Der Begräbnisplatz für die Verstorbenen aus der evangelischen Kirchengemeinde Heiligenrode liegt am südlichen Ortsrand von Heiligenrode an der Heiligenroder Straße (= B 439), unweit westlich fließt der Klosterbach. Der Friedhof im Eigentum der Kirchengemeinde ist etwa 230 Meter lang und maximal etwa 120 Meter breit.

## Geschichte
Der kirchliche Friedhof wurde im Jahr 1885 angelegt und 1952 erweitert, die Friedhofskapelle wurde 1970 errichtet. Ein Glockenträger mit einer Läuteglocke (Bronze) aus dem Jahr 1996 ist vorhanden. An der Südseite der Klosterkirche befindet sich ein Nonnenfriedhof. Ein Gemeindefriedhof nordöstlich der Klosterkirche wurde bis 1885 genutzt.